# حسين علي جاسم
حسين علي جاسم (من مواليد 29 نوفمبر 1996) لاعب كرة قدم عراقي . يلعب في نادي الصفاقسي وفي المنتخب العراقي.

## إحصائيات

### الدولية
آخر تحديث 24 آذار 2022.
| منتخب العراق | منتخب العراق | منتخب العراق | منتخب العراق |
| السنة        | المباريات    | الأهداف      |              |
| ------------ | ------------ | ------------ | ------------ |
| 2017         | 8            | 0            |              |
| 2018         | 11           | 1            |              |
| 2019         | 11           | 3            |              |
| 2022         | 1            | 1            |              |
| المجموع      | 31           | 5            |              |

### الاهداف الدولية مع المنتخب
| #  | التاريخ              | المكان                        | الخصم                    | عدد الاهدف | النتيجة | المناسبة               |
| -- | -------------------- | ----------------------------- | ------------------------ | ---------- | ------- | ---------------------- |
| 1. | 21 آذار 2018         | ملعب جذع النخلة، البصرة       | قطر                      | 2–3        | 2–3     | بطولة الصداقة          |
| 2. | 30 تموز 2019         | ملعب كربلاء الدولي، كربلاء    | لبنان                    | 1–0        | 1–0     | بطولة غرب آسيا         |
| 3. | 2 آب 2019            | ملعب كربلاء الدولي، كربلاء    | فلسطين                   | 2–1        | 2–1     | بطولة غرب آسيا         |
| 4. | 11 آب 2019           | ملعب كربلاء الدولي، كربلاء    | اليمن                    | 2–0        | 2–1     | بطولة غرب آسيا         |
| 5. | 24 آذار 2022         | ملعب الملك فهد الدولي، الرياض | الإمارات العربية المتحدة | 1–0        | 1–0     | تصفيات كأس العالم 2022 |
| 6. | 12 كانون الثاني 2023 | ملعب جذع النخلة، البصرة       | اليمن                    | 5–0        | 5–0     | كأس الخليج 25          |

## الجوائز والإنجازات

### الجماعية
العراق
- كأس الخليج العربي (1): 2023